# Краснодар — Анапа
Краснодар — Анапа (англ. Krasnodar - Anapa) — шоссейная однодневная велогонка, проходившая по территории России в 2015 году.

## История
В 2015 году многодневная гонка Гран-при Сочи, после четырёх лет проведения по территории всего Краснодарского края из-за подготовки к Зимним Олимпийским играм 2014 года в Сочи, вернулась на привычный маршрут в Большом Сочи.
А на основе этих четырёх гонок было решено организовать самостоятельные гонки. Одной из них стала Краснодар — Анапа, которая сразу вошла в календарь Европейского тура UCI с категорией 2.2.
Гонка прошла в начале апреля накануне другой созданной новой гонки — Тура Кубани. Её дистанция проходила  в Краснодарском крае с небольшим посещением в самом начале Республики Адыгеи по маршруту из Краснодара в Анапу через населённые пункты Яблоновский (Адыгея), Афипский, Черноморский, Абинск,
Крымск, Адагум и Гостагаевская. Протяжённость составила 178 км. Победителем гонки стал Андрей Соломенников.
В 2016 году гонка была отменена и больше не проводилась.

## Призёры
| Год  | Победитель          | Второй       | Третий      |
| ---- | ------------------- | ------------ | ----------- |
| 2015 | Андрей Соломенников | Роман Майкин | Виталий Буц |